# Биз
Биз (кубиз, удмуртська волинка) — удмуртський народний музичний інструмент з групи волинок. Був поширений близько 100 років в основному в північних районах Удмуртії — Глазовському, Юкаменському та Кезькому.
Удмуртська волинка робиться із телячої шкіри. Її шиють як мішок — до нижнього кінця прикріплюють у вигляді рупора коров'ячий ріг або дерев'яний раструб, в середину вставляється дудочка з лазами. У верхній кінець вставляється трубочка, в яку треба вдувати повітря.